# Glabridorsum orbitale
Glabridorsum orbitale là một loài tò vò trong họ Ichneumonidae.